# Drilon Hajrizi
Drilon Hajrizi (ur. 17 stycznia 1991 w Mitrowicy) – kosowski koszykarz, od 2015 roku reprezentant Kosowa.